# Diskografija Procol Haruma
Diskografija rock sastava Procol Harum.

## Albumi
| Godina | Album                                                    | Izdavač                                      |
| ------ | -------------------------------------------------------- | -------------------------------------------- |
| 1967.  | Procol Harum                                             | Regal Zonophone Records VB Deram Records SAD |
| 1968.  | Shine On Brightly                                        | Regal Zonophone Records VB A&M SAD           |
| 1969.  | A Salty Dog                                              | Regal Zonophone Records VB A&M SAD           |
| 1970.  | Home                                                     | Regal Zonophone Records VB A&M SAD           |
| 1971.  | Broken Barricades                                        | Chrysalis Records VB A&M SAD                 |
| 1972.  | Procol Harum Live with the Edmonton Symphony Orchestra   | Chrysalis Records VB A&M SAD                 |
| 1973.  | Grand Hotel                                              | Chrysalis Records VB Chrysalis Records SAD   |
| 1974.  | Exotic Birds and Fruit                                   | Chrysalis Records VB Chrysalis Records SAD   |
| 1975.  | Procol's Ninth                                           | Chrysalis Records VB Chrysalis Records SAD   |
| 1977.  | Something Magic                                          | Chrysalis Records VB Chrysalis Records SAD   |
| 1991.  | The Prodigal Stranger                                    | Zoo                                          |
| 1996.  | The Long Goodbye                                         |                                              |
| 1997.  | Liquorice John Death: Ain't Nothin' To Get Excited About |                                              |
| 1999.  | One More Time – Live in Utrecht 1992                     |                                              |
| 2003.  | The Well's on Fire                                       | Eagle                                        |
| 2007.  | Secrets of the Hive                                      |                                              |

## Singlovi
| Godina | Naziv                    | Pozicija       |
| ------ | ------------------------ | -------------- |
| 1967.  | "A Whiter Shade Of Pale" | #1 UK #5 SAD   |
| 1967.  | "Homburg"                | #6 UK #34 SAD  |
| 1968.  | "Quite Rightly So"       | # 50 UK        |
| 1969.  | "A Salty Dog"            | #44 UK         |
| 1972.  | "Conquistador"           | #22 UK #16 SAD |
| 1974.  | "Nothing But the Truth"  |                |
| 1975.  | "Pandora's Box"          | #16 UK         |
| 1975.  | "The Final Thrust"       |                |

## DVD izdanja
- 1999 The Best of Musikladen Live
- 2002 Live
- 2004 Live at the Union Chapel.